# Dibrova, Kahovka
Dibrova (în ucraineană Діброва) este un sat în comuna Dmîtrivka din raionul Kahovka, regiunea Herson, Ucraina.

## Demografie
Componența lingvistică a localității Dibrova
     Ucraineană (92,62%)
     Rusă (6,56%)
     Alte limbi (0,82%)
Conform recensământului din 2001, majoritatea populației localității Dibrova era vorbitoare de ucraineană (92,62%), existând în minoritate și vorbitori de rusă (6,56%).